# دیک ارمی
دیک ارمی (انگلیسی: Dick Armey؛ زادهٔ ۷ ژوئیهٔ ۱۹۴۰) یک سیاست‌مدار، و اقتصاددان اهل ایالات متحده آمریکا است.